# Earth Liberation Front

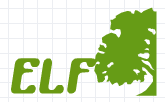
Logo van het Earth Liberation Front.

Het Earth Liberation Front (afgekort tot: ELF) is de naam waaronder milieuactivisten anonieme, ondergrondse acties opeisen. Het ELF is in 1982 opgericht in Brighton, Engeland. Door ELF zou in oktober 1995 een aanslag gepleegd zijn op Arnhemse filiaal van Credit Lyonnais, in januari 1996 op Arnhemse filiaal van de Banque Paribas en ook in april 1996 een bomaanslag op het hoofdkantoor van BASF in Arnhem, naar aanleiding waarvan het Bastion-team van de Arnhemse politie een inval deed bij het redactielokaal van het actieblad Ravage. In maart 2008 werd Marcel Teunissen, die ook veroordeeld werd voor de moord op Louis Sévèke, veroordeeld voor deelname aan deze aanslagen.

## Buitenland
In de Verenigde Staten werd de ELF door de FBI in 2001 beschouwd als de grootste binnenlandse terreurbeweging. ELF richt zich hier op bouwprojecten en terreinwagens (SUV's). De beweging wordt vaak in verband gebracht met het Animal Liberation Front.